# Falkenstein (Harzen)
 For alternative betydninger, se Falkenstein. (Se også artikler, som begynder med Falkenstein)
Falkenstein/Harz er en by og et område i Landkreis Harz i den tyske delstat Sachsen-Anhalt. Det blev dannet 1. januar 2002 ved en sammenlægning af byen Ermsleben med de tidligere selvstændige kommuner Endorf, Meisdorf, Neuplatendorf, Pansfelde, Reinstedt og Wieserode .

## Geografi
Byen, som ligger ca. 10 km vest for Aschersleben, fik navn efter Burg Falkenstein. Den ligger ved den nordøstlige rand af bjergområdet Harzen og strækker sig fra den snævre dal med floden Selke, over de øvre dale til nogle bifloder til Eine (Leine, Schwennecke), til det fladere, nordlige Harzvorland. Falkenstein ligger på Straße der Romanik. Indtil 30. juni 2007 var Falkenstein en del af den nedlagte Landkreis Aschersleben-Staßfurt.

### Byer og landsbyer
- Endorf
- Ermsleben
- Meisdorf
- Neuplatendorf
- Pansfelde
- Reinstedt
- Wieserode

## Seværdigheder
- Burg Falkenstein
- Konradsburg
- Selkedalen